# Sonchus congestus
Sonchus congestus, cerraja, es una especie fanerógama, de la familia de las asteráceas, endémica de las islas de Tenerife y Gran Canaria.

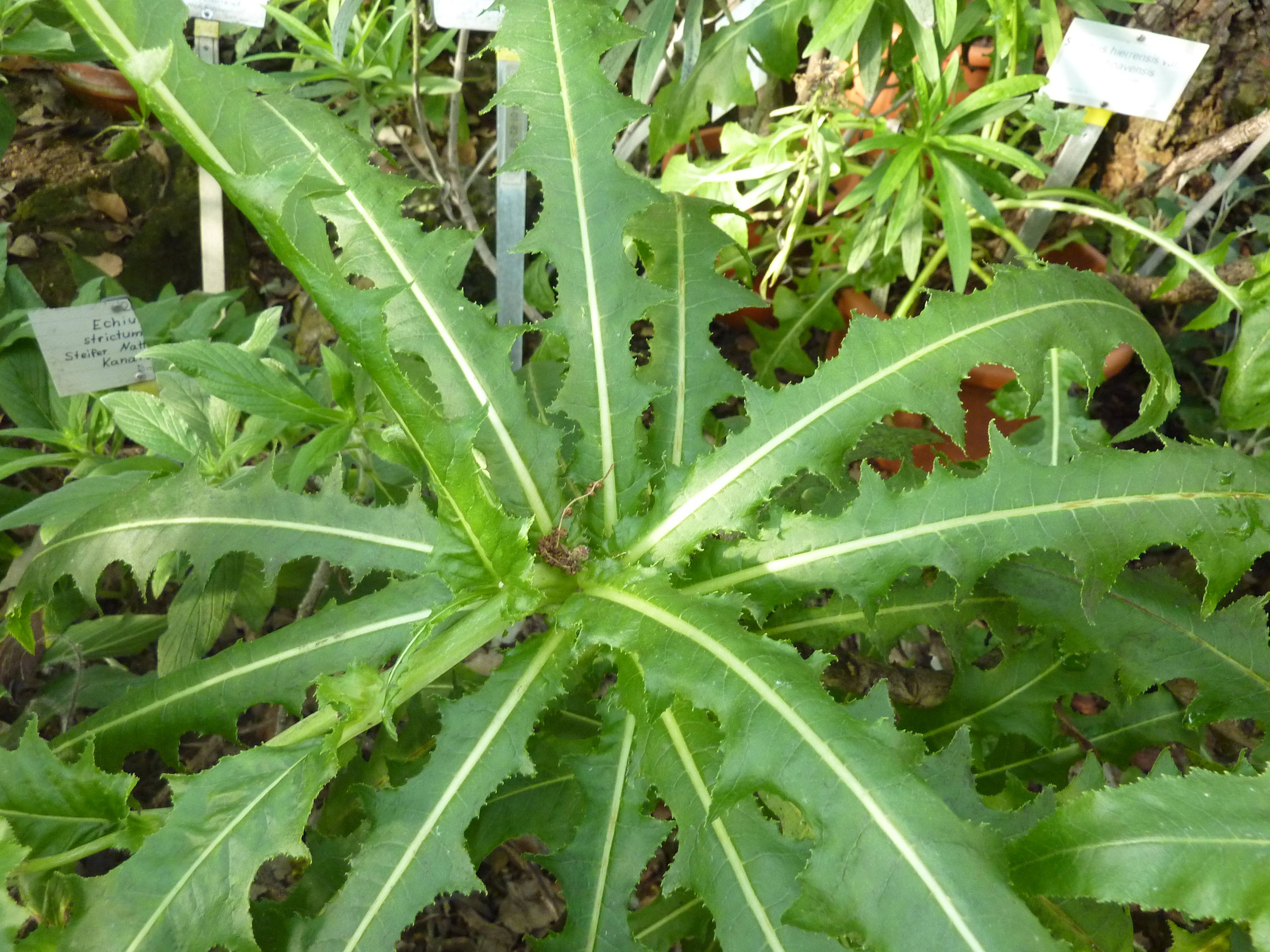
Hojas

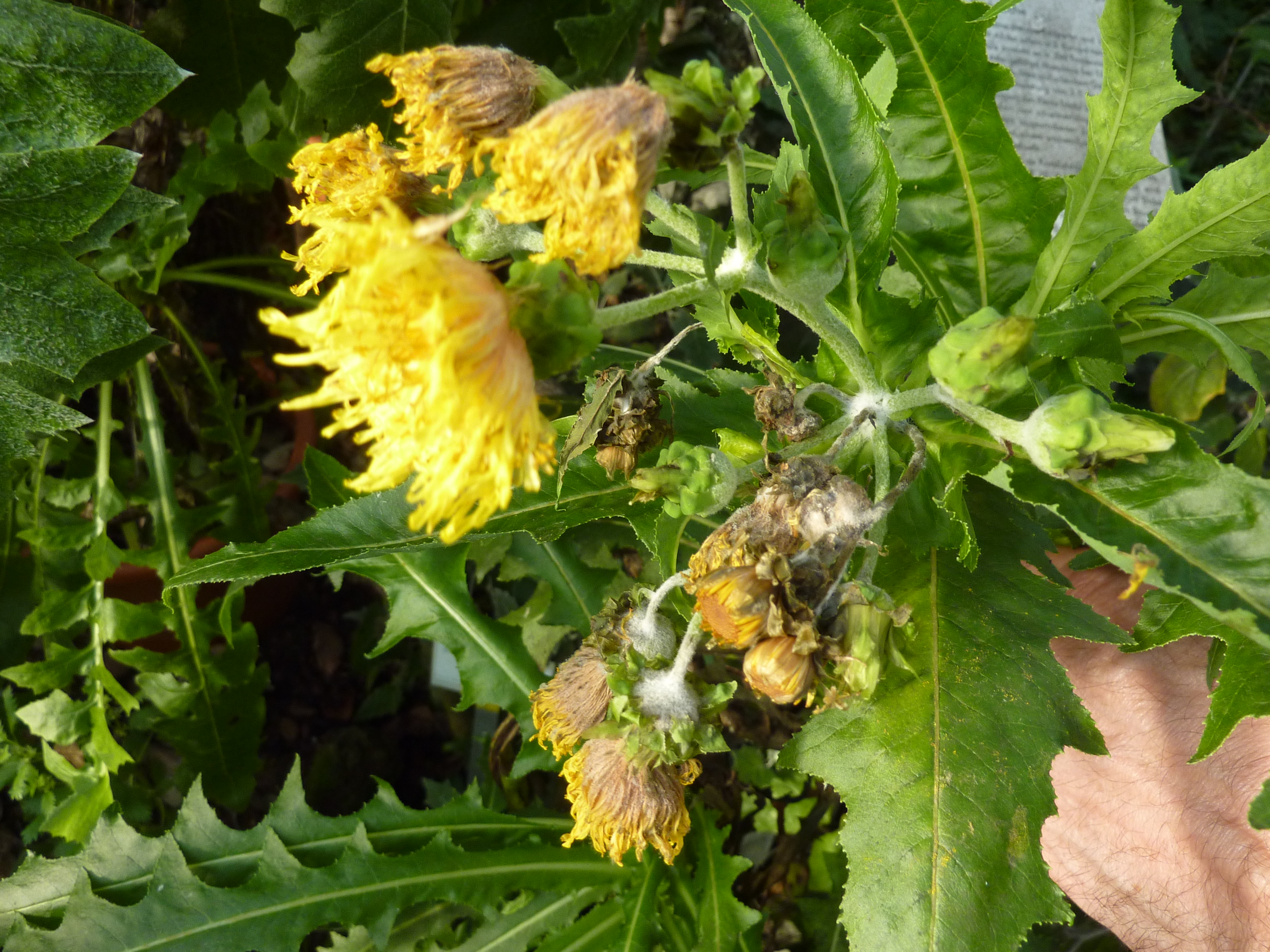
Flores

## Descripción
Sonchus congestus es un endemismo de las islas centrales, con la var. congestus en ambas islas y la var. gibbosus (Svent.) G.Kunkel solo en Gran Canaria. Pertenece al grupo de especies arbustivas, con hojas, que son glabras y con lóbulos foliares anchos, dispuestas en rosetas terminales en las ramas. Se diferencia de otras especies similares porque los capítulos, de 2-2,5 cm de diámetro, son densamente blanco-tomentosos.

## Taxonomía
Sonchus congestus fue descrita por Carl Ludwig Willdenow y publicado en Magazin für die Neuesten Entdeckungen in der Gesammten Naturkunde, Gesellschaft Naturforschender Freunde zu Berlin 1: 136. 1807.
Etimología
Sonchus: latinización del griego sonchos, que es el nombre de una planta que se parece a los cardos.
congestus: epíteto latino que significa "aglomerado", aludiendo a la disposición de los capítulos.
Variedades
- S. congestus var. congestus en ambas islas
- S. congestus var. gibbosus (Svent.) G.Kunkel -- Monogr. Biol. Canar. 3: 79. 1972 (IK), solo en Gran Canaria

Sinónimos
- Sonchus abbreviatus var. gibbosus Svent.
- Sonchus abbreviatus Link (1825)
- Sonchus jacquinii var. jacquinii
- Sonchus jacquinii DC. (1813)
- Sonchus broussonetii Desf.[3][4]

## Nombre común
Se conoce como "pipe".